# Заосе
Заосе (пол. Zaosie) — село в Польщі, у гміні Уязд Томашовського повіту Лодзинського воєводства.
Населення — 361 особа (2011).
У 1975-1998 роках село належало до Пйотрковського воєводства.

## Демографія
Демографічна структура станом на 31 березня 2011 року:
|          | Загалом | Допрацездатний вік | Працездатний вік | Постпрацездатний вік |
| -------- | ------- | ------------------ | ---------------- | -------------------- |
| Чоловіки | 167     | 45                 | 110              | 12                   |
| Жінки    | 194     | 27                 | 114              | 53                   |
| Разом    | 361     | 72                 | 224              | 65                   |